# Perilissus maritimus
Perilissus maritimus är en stekelart som beskrevs av Teunissen 1953. Perilissus maritimus ingår i släktet Perilissus och familjen brokparasitsteklar. Inga underarter finns listade i Catalogue of Life.